# Glipidiomorpha rhodesiensis
Glipidiomorpha rhodesiensis es una especie de coleóptero de la familia Mordellidae.

## Distribución geográfica
Habita en  África.